# Kappel-Grafenhausen
Kappel-Grafenhausen es un municipio en la llanura del Rin en el distrito de Ortenau en Baden-Wurtemberg, Alemania, aproximadamente 40 km al norte de Friburgo.

## Historia
El 1 de julio de 1974 los dos municipios antes independientes Grafenhausen y Kappel del Rin se fusionarion para forma el nuevo municipio Kappel-Grafenhausen; el nombre anterior sigue siendo el nombre del barrio respectivo. Los dos barrios son casi iguales en cuanto a área y población. El área de Kappel-Grafenhausen es de 2.600 ha y el municipio tiene una población de casi 5.000 habitantes.

## Transbordador
El transbordador Rhenanus conecta Kappel con el municipio vecino Rhinau en Alsacia al otro lado del Rin.

## Puntos de interés
- Funny World
- Taubergießen